# Brahmanism
Med brahmanism menas en fornindisk religion grundad på kastsystemet, med brahminerna som ärftligt prästerskap och med Veda som "uppenbarad" kanon. När islam kom till Indien uppstod, ur konfrontationen mellan brahmanismen och islam, hinduismen i ordets snävare bemärkelse. (Ibland används dock ordet hinduism så att det även inkluderar brahmanismen).